# Carl Schier
Carl Heinrich Schier (* 5. Januar 1854 in Paris; † 1. September 1918 in Kassel) war ein deutscher Jurist und Mitglied des Deutschen Reichstags.

## Leben
Schier besuchte das Gymnasium in Kassel bis 1873, dann die Universitäten Göttingen und Leipzig von 1873 bis 1876. Er war Referendar an den Kasseler Gerichten und nach der großen juristischen Staatsprüfung im März 1881 Anwalt beim Landgericht Kassel. 1882 erfolgte seine Promotion zum Dr. jur.
Von 1890 bis 1893 war er Mitglied des Deutschen Reichstags für den Reichstagswahlkreis Regierungsbezirk Kassel 8 (Hanau, Gelnhausen) und die Deutschkonservative Partei.